# Анум (річка)
Анум — річка Гани. Частина площі між річками Анум і Пра формує лісовий заповідник.